# Ryoichi Imamura
Ryoichi Imamura (født 8. maj 2000) er en japansk fodboldspiller.
Han har spillet for flere forskellige klubber i sin karriere, herunder FC Tokyo.